# CT Greenhalgh (D-24)

Escudo naval.

O CT Greenhalgh (D-24)  foi um contratorpedeiro  da Marinha do Brasil que operou de 1941 a 1965 e tinha esse nome em homenagem ao Guarda-Marinha Greenhalgh, que morreu na Batalha Naval do Riachuelo ao retomar a bandeira do Brasil que havia sido tomada por soldado inimigo. participou da força brasileira na Segunda Guerra Mundial.